# 弗洛伊德·帕特森
弗洛伊德·帕特森（英語：Floyd Patterson，1935年1月4日—2006年5月11日），美国男子拳击运动员。他曾代表美国参加1952年夏季奥林匹克运动会拳击比赛，获得男子75公斤级金牌。他于2006年在纽约州去世。